# Diocesi di Ruvuma
La diocesi di Ruvuma è la più meridionale delle 21 diocesi della Chiesa anglicana di Tanzania. La diocesi è stata creata nel 1977, e dal 1999 il suo vescovo è Maternus Kapinga, consacrato il 7 novembre di quell'anno.
Nel 2003 la diocesi accolse tra le sue file l'italiano Claudio Bocca, autorizzandolo a predicare in Italia per l'Associazione della missione episcopale ortodossa in Italia, nata per iniziativa del vescovo Kapinga come fondazione canonica afferente alla diocesi stessa e che ha nel vescovo di Ruvuma il proprio supervisore spirituale.
Dal 25 febbraio 2004 la diocesi è entrata in piena comunione con la Comunione anglicana ortodossa, pur senza rescindere i rapporti con la Chiesa madre, membro della Comunione anglicana legata all'arcivescovo di Canterbury. In base a questo accordo firmato a Firenze, il vescovo di Ruvuma Kapinga è stato nominato vescovo suffraganeo della Chiesa anglicana ortodossa, mentre il vescovo Scott Earle McLaughlin della Chiesa anglicana ortodossa è stato nominato canonico emerito del capitolo della cattedrale.

## Vescovi
- Stanford Shauri (1977 - 1999)
- Maternus Kapinga (dal 1999)